# Longitarsus pallescens
Longitarsus pallescens är en skalbaggsart som beskrevs av Willis Blatchley 1924. Longitarsus pallescens ingår i släktet Longitarsus och familjen bladbaggar. Inga underarter finns listade i Catalogue of Life.